# Eslöv (đô thị)
Đô thị Eslöv (tiếng Thụy Điển: Eslöv kommun) là một đô thị ở hạt Skåne của Thụy Điển. Thủ phủ là thị xã Eslöv. Dân số thời điểm 31 tháng 12 năm 2000 là 28487 người.